# تاف تافينة شمسعلي (مقاطعة دورة)
تاف تافينة شمسعلي (بالفارسية: تاف تافینه شمسعلی) هي قرية تقع في قسم تشكن الريفي (مقاطعة دورة) في إيران. يقدر عدد سكانها بـ 249 نسمة بحسب إحصاء 2016.